# Lutjanus novemfasciatus
Lutjanus novemfasciatus is een straalvinnige vis uit de familie van de snappers (Lutjanidae) en behoort derhalve tot de orde van baarsachtigen (Perciformes). De vis kan een lengte bereiken van 170 centimeter.

## Leefomgeving
Lutjanus novemfasciatus komt in zeewater en brak water voor. De vis prefereert een tropisch klimaat en leeft hoofdzakelijk in de Grote Oceaan op dieptes tussen 0 en 60 meter.

## Relatie tot de mens
Lutjanus novemfasciatus is voor de visserij van aanzienlijk commercieel belang. In de hengelsport wordt er weinig op de vis gejaagd.